# GSLV Mark III

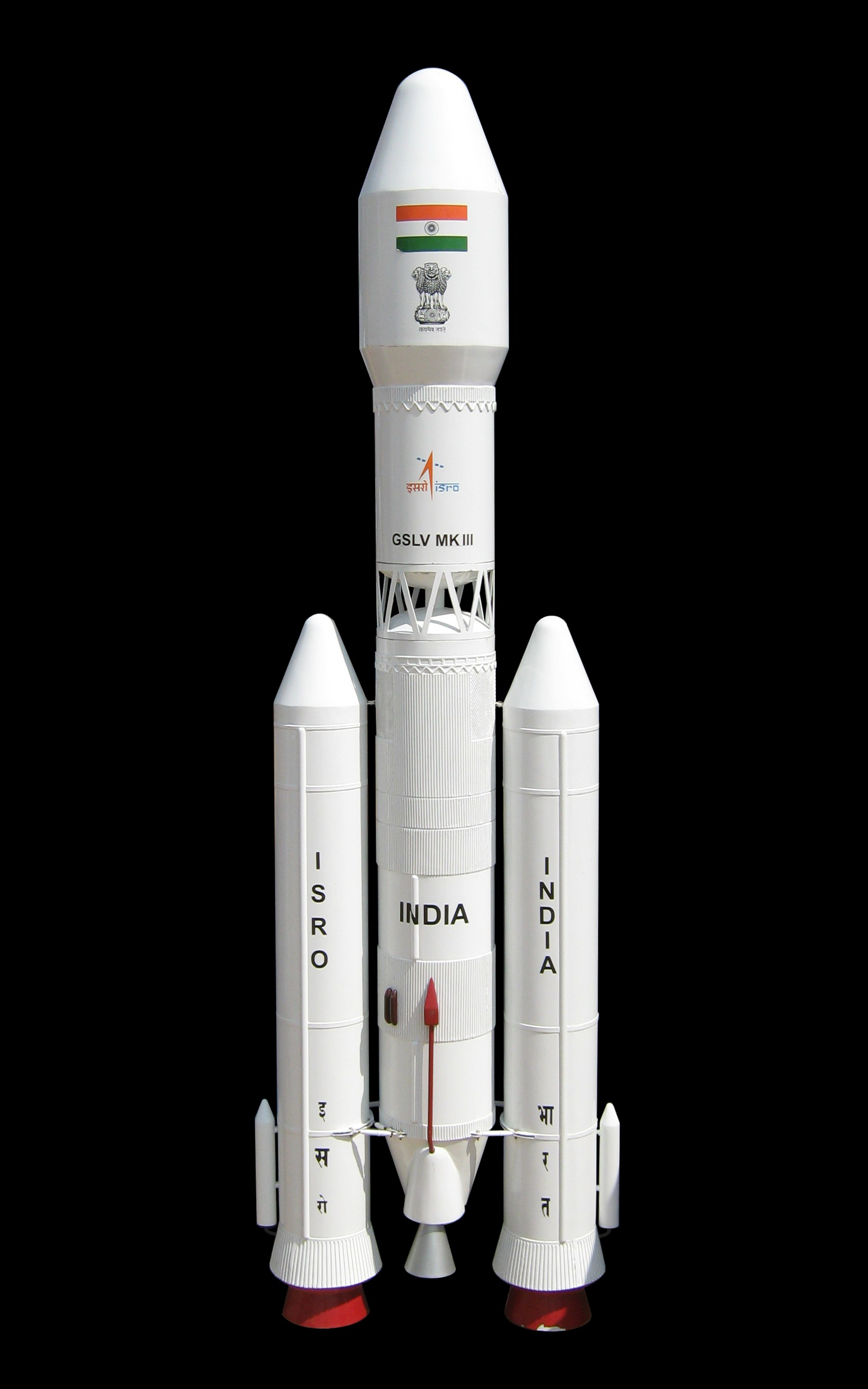
Modelo do Geosynchronous Satellite Launch Vehicle III

O Geosynchronous Satellite Launch Vehicle Mark III, também conhecido como Launch Vehicle Mark 3, LVM3 ou GSLV-III, é um veículo de lançamento espacial projeto e construído pela Organização Indiana de Pesquisa Espacial, que teve início no começo da década de 2000. O mesmo é projetado para lançar satélites pesados em órbita geoestacionária, e permitirá que a Índia se torne menos dependente de foguetes estrangeiros para lançamentos de cargas com peso elevado. O veículo também poderá transportar um módulo da tripulação. A primeira missão experimental de GSLV-Mark III foi realizado em 18 de dezembro de 2014, em um voo suborbital. O seu primeiro voo operacional ocorreu em 5 de junho de 2017, colocando em órbita o satélite de comunicação geoestacionário GSAT-19.